# 横尾俊成
横尾 俊成（よこお としなり、1981年3月3日 - ）は、日本の社会起業家、政治家。株式会社まちのプロデューサーズ代表取締役。特定非営利活動法人NPO法人グリーンバード前代表。前東京都港区議会議員（無所属）。議会運営委員会副委員長、まちづくり・子育て等対策特別委員長、建設常任委員、保健福祉常任委員、東京オリンピック・パラリンピック対策特別委員等を歴任。（会派：「みなと政策会議」）神奈川県横浜市出身、東京都港区在住。街の課題を若者や「社会のために役立ちたい」人の力で解消する仕組みづくりをテーマとし、オープンガバメントなどに積極的に取り組んでいる。博士（政策・メディア）

## 来歴
- 1981年3月3日、神奈川県横浜市生まれ、横須賀市育ち。東京都港区赤坂在住[1]。
- 神奈川県立横須賀高等学校、早稲田大学人間科学部をそれぞれ卒業後、早稲田大学大学院人間科学研究科を修了。慶應義塾大学大学院政策・メディア研究科後期博士課程を修了。
- アメリカに留学後、9.11をきっかけに自ら学生団体を立ち上げたり、NPO・NPOでインターンやボランティアをするようになる。
- コミュニケーションの力で日本のNGO・NPOや地域を盛り上げたいと2005年4月、広告会社の博報堂に入社。
- 博報堂では、雑誌「広告」の編集委員も務めたほか、2009年には「社長賞」も受賞している。
- 会社が赤坂に移転した直後、「会社も街に貢献するべき」との思いから仲間と｢グリーンバード赤坂チーム」を設立し、リーダーを務める。
- 2010年10月、博報堂を退社しNPO法人グリーンバードの代表に。
- 2011年4月、港区議会議員選挙に立候補し、初当選。
- 2015年4月、港区議会議員選挙に立候補し、二期目当選。
- 2019年4月、港区議会議員選挙に立候補し、三期目当選。
- 2023年1月26日、自身のブログにて、同年4月の港区議会議員選挙に出馬しないことを表明[2]。
- 現在、全国各地のまちづくりのサポートを行う株式会社まちのプロデューサーズ代表取締役。

- 赤坂消防団第一分団 部長
- 港稲門会幹事
- 現在、港区議会議員（議会運営委員会副委員長、まちづくり・子育て等対策特別委員長、区建設常任委員、保健福祉常任委員、東京オリンピック・パラリンピック対策特別委員等）
- 認定NPO法人グリーンバード代表
- 「マチノコト」発行人
- 一般社団法人未来キャンパス代表
- 著書に『「社会を変える」のはじめかた』、『１８歳からの選択　社会に出る前に考えておきたい20のこと』（共著：上木原弘修、後藤寛勝）、『デジタル権威主義』（共著）

## 連載
- 月刊『ソトコト』「まちのプロデューサーズ」
- 日経College Cafe
- ハフィントン・ポスト
- BLOGOS

## 著書
- 『社会を変える」のはじめかた 僕らがほしい未来を手にする6つの方法』
- 『18歳からの選択　社会に出る前に考えておきたい20のこと』（共著：上木原弘修、後藤寛勝）
- 『デジタル権威主義』（共著）

## メディア掲載
テレビ
- ［2019/0727］NHK NHKスペシャル「崖っぷち！？わが町の議会」
- ［2017/09/01］〜日経CNBC「日経カレッジ・ラボ」第37回放送〜第40回放送（全4回）
- ［2017/06/03］テレビ朝日スーパーJチャンネル「世界が注目！ニッポン掃除道」
- ［2016/09/04］フジテレビ Mr.サンデー 特集
- ［2015/12/28］BS民放5局 開局15周年共同特別番組「バック・トゥ・ザ・21世紀～気づけば未来があふれてた～」第一章 21世紀の「仕事」（BS朝日）
- ［2012/04/30］テレビ朝日スーパーJチャンネル特集

ラジオ
- ［2016/04/05］〜渋谷のラジオ「渋谷のおそうじから」で番組MCを継続中
- ［2017/10/29］J-WAVE「SUNRISE FUNRISE」
- ［2017/02/12］J-WAVE「WONDER VISION」
- ［2016/07/06］TOKYO FM 「TIME LINE」@TOKYOFMtimeline
- ［2016/07/04］FM ラジオ「Day by Day」
- ［2016/04/10］J-WAVE「WONDER VISION」
- ［2016/03/24］J-WAVE「WONDER VISION」
- ［2015/11/01］J-WAVE「WONDER VISION」
- ［2015/09/02］FM yokohama「E-ne!～good for you～」
- ［2015/08/04］J-WAVE「ACOUSTIC COUNTRY」
- ［2014/05/11］TOKYO FM「オンザウェイジャーナル・ウィークエンド 内館牧子のエコひいきな人々」
- ［2013/12/29］J-WAVE「WONDER VISION」@WONDER813
- ［2013/11/13］FM yokohama「E-ne!～good for you～」
- ［2013/08/18］J-WAVE「WONDER VISION」
- ［2012/08/10］J-WAVE「JK RADIO- TOKYO UNITED」
- ［2012/03/29］J-WAVE「ランデブー」

新聞
- ［2020/08/02］週刊『世界と日本』（内外ニュース）
- ［2017/01/31］毎日小学生新聞『仕事百科 地方議員』
- ［2016/11/07］週刊『世界と日本』（内外ニュース）
- ［2015/08/24］日本経済新聞『「社会を変えたい」人に』
- ［2014/09/02］朝日小学生新聞『地方議員の仕事』
- ［2014/01/30］新潟日報、神奈川新聞ほか地方紙40紙『寄り合いの伝統復活を』
- ［2013/12/07］図書新聞『政治とは自分たちの街を自分たちの力で良くしていくこと』
- ［2013/06/30］朝日新聞朝刊 『ネットを使って行政参加』
- ［2013/01/05］朝日新聞社説 『民主主義を考える 私たち」を政治の主語に』

雑誌
- ［2015/10/05］〜月刊『ソトコト』にて、「まちのプロデューサーズ2.0」を連載中
- ［2012/04/05］〜［2015/09/05］月刊『ソトコト』にて、まちのプロデューサー論」を連載
- ［2018/12/28］自遊人2019年2月号「日本におけるソーシャルデザインの軌跡。」
- ［2013/12/09］AERA12/9号 書評『「社会を変える」のはじめかた』
- ［2013/07/22］NPOグリーンズ 『みんなのソーシャルデザイン宣言』会員限定ブックシリーズ「green Books」第一弾
- ［2013/06/28］自治体2.0 自治体イノベーション・ガイドブック 地方自治職員研修臨時増刊号『身近なまちから変えていく政治―自治体2.0とこれからの議員・議会』
- ［2013/06/25］monocle『Clean Team -Tokyo』
- ［2013/05/20］早稲田大学教科書掲載 『広報戦略「2：6：2の法則」』
- ［2013/04/01］POCO21 『「100人の素人」による共助で地域の課題解決力を高める』／４月号社会事業家リレーエッセイ
- ［2012/09/27］日経BP社 『安心・安全な街づくり』
- ［2012/07/09］毎日フォーラム 『街を「こうしたい」と住民が参加したくなる仕組みづくりを』
- ［2012/02/06］ソトコト GREEN PEOPLE

その他、WEBでの掲載多数。講演会も多数実施。